# Сарандапорос (приток на Бистрица)
Вижте пояснителната страница за други значения на Сарандапорос.
Сарандапорос или Сарантапорос (на гръцки: Σαραντάπορος) е малка река в Северна Гърция, ляв приток на Бистрица (Алиакмонас).

## Път
Реката извира в южната част на планината Червена гора (Вуринос), южно под връх Куцодендро (1148 m). Тече на юг, минава през село Варис и завива на изток. Тук реката оформя границата между планините Профитис Илияс на юг и Червена гора на север. Източно от връх Мацука (634 m) завива на северозапад и приема големия си десен приток Войдолакос. Влива се в Бистрица (Алиакмонас) като ляв приток северно от село Микроклисура (Садовища).

## Водосборен басейн
→ ляв приток, ← десен приток
- ← Войдолакос
- ← Маданолакос
- ← Милопотамос